# Railgebonden erfgoed
Railgebonden erfgoed is mobiel erfgoed van voertuigen die aan rails zijn gebonden, dus treinen en trams.

## Nederland
Door 'Historisch Railvervoer Nederland' (HRN) is er het Nationaal Register Railmonumenten opgesteld, een 'monumentenlijst' voor trams en treinen. In het register zijn anno 2014 bijna 1.400 objecten opgenomen in de sector Railgebonden erfgoed. Omdat de grenzen tussen wat erfgoed is en wat 'gereedschap' is, respectievelijk erfgoedwaarde heeft en 'slechts' gebruikswaarde heeft, niet duidelijk te trekken zijn, kan gesteld worden dat er ruim duizend railvoertuigen in Nederland bestaan als railgebonden erfgoed. Railgebonden erfgoed is dus een breder begrip dan het door een commissie vastgestelde 'lijstje' Railmonumenten. 
Het railgebonden erfgoed is ondergebracht bij diverse musea en erfgoedorganisaties. Zo zijn er in Nederland spoorwegmusea zoals Het Spoorwegmuseum, trammusea en vervoermusea. Daarnaast zijn er diverse museumlijnen die gebruikt worden voor het laten rijden van railgebonden erfgoed, zodat dit min of meer in zijn oorspronkelijke situatie kan functioneren.